# Ron Frenz
Ron Frenz   (Pittsburgh, 1 de febrer de 1960) és un dibuixant de còmics nord-americà conegut pel seu treball per a Marvel Comics, i, pel seu treball dels anys 80 a The Amazing Spider-Man, especialment per presentar el vestit negre de l'heroi, i més tard pel seu treball a Spider-Girl, que va co-crear amb l'escriptor Tom DeFalco. Frenz i DeFalco havien co-creat anteriorment els New Warriors a les pàgines de Thor.

## Biografia
Frenz va començar a treballar per a Marvel Comics a principis dels anys vuitanta. Els primers treballs de Frenz inclouen títols com Ka-Zar the Savage, Star Wars, The Further Adventures of Indiana Jones i Marvel Saga. La seva primera història acreditada per a Marvel es va publicar a Ka-Zar the Savage número 16 (juliol de 1982).
Frenz té una història de treball en sèries de còmics en què els personatges no portaven els seus vestits/identitats originals. Spider-Man va portar el seu vestit negre, Thor va adoptar una nova identitat i aspecte secrets, i Superman va canviar vestits i poders, mentre Frenz era l'artista habitual dels seus títols.
Frenz es va convertir en l'artista habitual de The Amazing Spider-Man el 1984 i les històries que va escriure a llapis inclouen "The Kid Who Collects Spider-Man" al número 248 (gener de 1984) i la primera aparició de Spider-Man amb el vestit negre al número 252 (maig de 1984). Entre els nous personatges introduïts durant la seva carrera hi havia el Puma al número 256 (setembre de 1984) i Silver Sable al número 265 (juny de 1985). Frenz i Tom DeFalco van revelar que el "vestit negre" era una criatura alienígena al número 258 (novembre de 1984). Frenz va dibuixar The Amazing Spider-Man Annual numero 18 (1984), una història escrita per Stan Lee, que presentava el casament dels personatges secundaris de Spider-Man J. Jonah Jameson i Marla Madison. Frenz s'havia incorporat originalment a la sèrie com a substitut a curt termini de John Romita Jr., però es va mantenir quan es va fer evident que encaixava bé amb l'escriptor de la sèrie DeFalco. Frenz va explicar:
| «              | Inicialment, em van contractar només per fer sis números, mentre que Romita, Jr. va anar a posar en marxa X-Men. I se suposa que havia de tornar i fer tant X-Men com The Amazing Spider-Man. I en sis números, vaig saber per [editor] Danny Fingeroth que JR havia vingut a l'oficina i va dir que havia vist les coses que Tom i jo estàvem fent, i Danny va dir: "Sí, estic molt contents amb el que estan fent". I en JR va dir: "Ho ets, oi?" I el Danny va dir: "Sí, crec que realment s'estan millorant com a equip". I JR va dir: "Si estàs realment content amb aquests nois, dona'ls-ho". I la primera vegada que vaig conèixer JR, li vaig agrair la meva carrera a Spider-Man. | » |
| — Ron Frenz, . | |   |

Jim Owsley, editor dels títols de Spider-Man en aquell moment, ha assenyalat que "Frenz era un apassionat per Spider-Man, vorejant el fanatisme". El 1986, Frenz i DeFalco van ser eliminats de The Amazing Spider-Man per Owsley. Frenz i DeFalco es van convertir en l'equip creatiu de Thor el 1987 i van presentar el personatge d'Eric Masterson a Thor número 391 (maig de 1988). Eric Masterson més tard es va convertir en el superheroi conegut com Thunderstrike i va rebre la seva pròpia sèrie per DeFalco i Frenz el 1993.
El 1995, Frenz es va traslladar a DC Comics i es va convertir en l'artista de Superman. L'any següent, va ser un dels molts creadors que van contribuir al one-shot de Superman: The Wedding Album on el personatge principal es va casar amb Lois Lane. Superman va rebre un vestit nou, dissenyat pel mateix Frenz, i nous superpoders a Superman vol. 2 número 123 (maig de 1997). Frenz va dibuixar part del one-shot de Superman Red/Superman Blue que va llançar la història del mateix nom que va recórrer els diferents títols de Superman.
Frenz va tornar a Marvel amb la sèrie limitada Spider-Man: Hobgoblin Lives, escrita per Roger Stern, el 1997. DeFalco i Frenz es van reunir i van presentar Spider-Girl a What If...? vol. 2 número 105 (febrer de 1998). Spider-Girl es va convertir en una sèrie en curs l'octubre de 1998 i va funcionar fins al número 100 (setembre de 2006). Una nova sèrie, The Amazing Spider-Girl, es va llançar el desembre següent, Frenz va dibuixar els 30 números fins a la cancel·lació de la sèrie el 2009.
El 4 de juny de 2009, Ron Frenz va rebre el premi Nemo 2009 a l'excel·lència en les arts de dibuixos animats.
L'any 2017, Ron Frenz i el col·laborador d'entintats de molt de temps Sal Buscema van començar a treballar a The Blue Baron, escrit per Darin Henry i publicat per Sitcomics. El 2021, Frenz també va començar a escriure un altre títol de Sitcomics: The Heroes Union .
Es va unir de nou a Tom DeFalco per co-crear i dibuixar The RIGHT Project per a Apex Comic Group, de nou entintat per Sal Buscema. El còmic d'un cop es va finançar col·lectivament mitjançant Indiegogo i es va enviar als seus patrocinadors el febrer del 2022.